# بيير لاكو

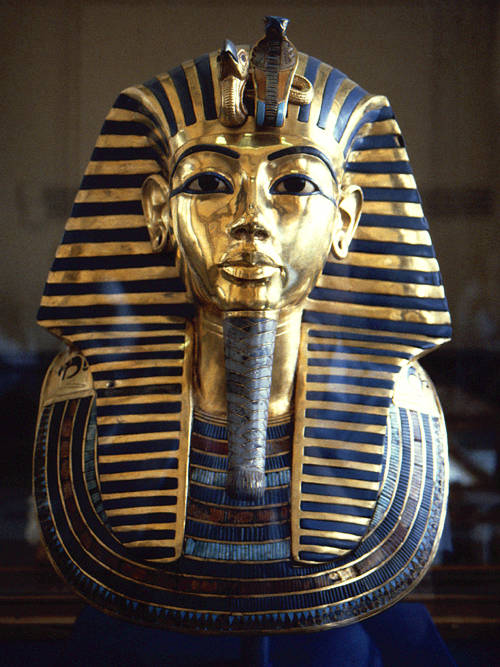
قناع موت توت عنخ آمون.

بيير لاكو (بالفرنسية: Pierre Lacau)‏ (25 نوفمبر 1873 – 26 مارس 1963) كان عالم مصريات ولغويات فرنسي. كان مدير هيئة الآثار المصرية من عام 1914 حتى 1936، وأشرف في عام 1922 على اكتشاف مقبرة توت عنخ آمون في وادي الملوك على يد هوارد كارتر.

## النشأة
ولد بيير لاكو في بلدية بري-كومت-روبير "Brie-Comte-Robert" الفرنسية. نشأ وتعلم كيسوعي.

## حياة مهنية
أول وظيفة عين فيها لاكو في القاهرة كانت في اللجنة الدولية لصياغة الكتالوج العام للمتحف المصري.
عام 1912 عُيِنَ مديرًا للمعهد الفرنسي للآثار الشرقية خلفًا لإميل شاسينات، وواصل مابدأه شاسينات بالتنقيب في مناطق جديدة داخل أبو رواش، وفي مجمع دجيدف رع الجنائزي شرق أهرامات الجيزة.
شغل منصب المدير العام لمصلحة الآثار المصرية من 1914 حتى 1936. وكان قد عُين عام 1914 في هذا المنصب خلفًا لجاستون ماسبيرو، لكنه لم يستطع تولي المنصب إلا بعد الحرب العالمية الأولى. وأعلن على الفور أن امتيازات التنقيب ستقتصر على ممثلي المؤسسات والجمعيات العامة. ثم أعاد تفسير لائحة تقسيم الاكتشافات حتى يتمكن المتحف الوطني المصري من اقتناء جميع الاكتشافات الفريدة وإعطاء المكتشف الباقي.
أشرف لاكو على كشف مقبرة توت عنخ آمون عام 1922 على يد علماء الآثار الإنجليز هوارد كارتر واللورد كارنارفون في وادي الملوك، نادرًا ما كانت علاقاته مع كارتر ودية وتدهورت بسبب احتكار صحيفة التايمز لحقوق النشر التي باعها لها اللورد كارنارفون، وبسبب ضغط الحكومة المصرية لاستيائها من عدم مشاركة المصريين في أعمال التنقيب في مقبرة توت عنخ آمون.
قام لاكو بناءً على أوامر وزير الأشغال العامة الجديد مرقص حنا بك، بمنع زوجات فريق هوارد كارتر من دخول المقبرة. فأغلق كارتر المقبرة احتجاجًا، ورفض تسليم المفاتيح، ونشر إعلانًا في فندق وينتر بالاتس، وبهذا الإغلاق أعتبر مخالفاً شروط الرخصة وأصبحت المقبرة بالكامل في حيازة مصلحة الآثار ورئيسها لاكو.
عام 1938 عين لاكو أستاذاً في كوليج دو فرانس في باريس، حيث شغل كرسي علم المصريات حتى عام 1947. عام 1939 انتخب في أكاديمية النقوش و الآداب.

## في الثقافة الشعبية
مثل شخصية لاكو الممثل فالنتين بيلكا "Valentine Pelka" في مسلسل درامي-وثائقي من إنتاج البي بي سي عام 2005 بعنوان "Egypt"، ونيكولاس بوكير في مسلسل قصير من إنتاج ITV عام 2016 بعنوان "Tutankhamun".

## مؤلفاته
- General Catalogue of Egyptian Antiquities Museum in Cairo. Sarcophagi before the New Kingdom. Published by the French Institute of Oriental Archaeology, 1904.
- Pierre Lacau / Jean-Philippe Lauer, excavations at Saqqara. The step pyramid. Volume V. Inscriptions in ink on Vases. Published by the French Institute of Oriental Archaeology, 1965.
- Pierre Lacau 1933. Une stèle juridique de Karnak. SASAE 13. Cairo.
- Pierre Lacau / Henri Chevrier 1956. Une Chapelle de Sésostris Ier à Karnak. I.Cairo.